# Торпедо (Харків)
«Торпе́до» — радянський і український футбольний клуб з Харкова. Виступав на республіканському, всесоюзному та міжнародному рівнях (VII Всесвітньому міжнародному фестивалі молоді та студентів).

## Хронологія назв
- 1933—1936 — ХТЗ;
- 1937—1947 — «Трактор»;
- з 1948 — «Торпедо»

## Історія
Футбольний клуб «ХТЗ» був заснований в місті Харків та представляв місцевий тракторний завод. Навесні 1936 року дебютував у групі «Г» другої ліги чемпіонату СРСР в якій посів перше місце, але восени цього ж року знову розпочав виступи в групі «Г», і знову став переможцем групи. 1936 рік — успішний виступ футбольної команди «ХТЗ» в першості СРСР. Створена школа юних футболістів.
В 1937 році вже під назвою «Трактор» виступав у групі «В» чемпіонату СРСР. У 1938 році після реформи системи футбольних ліг в СРСР втратив місце у всесоюзних турнірах. В 1939 та 1940 роках знову виступав у групі «Б» чемпіонату СРСР.
В 1936—1938 роках виступав у Кубку СРСР.
Лише після завершення Другої світової війни, в 1946 році, знову відновив свої виступи в Чемпіонаті України,а також в Третій групі, східноукраїнській зоні Другої ліги Чемпіонату СРСР, в якій посів перше місце, а потім в фінальній частині турніру посів 3-тє місце. Проте вже в наступному 1947 році у всесоюзних турнірах участі не брав.
1948 рік — футбольний клуб
«ХТЗ–Торпедо» — фіналіст першості і володар кубка профспілок СРСР.
Вже під назвою «Торпедо» клуб взяв участь в 1949 році, в Чемпіонаті України і Першій лізі(Другій групі, зони «Україна») чемпіонату СРСР.
В 1949 році виступав у Кубку СРСР.
Після чого знову 11 років не брав участі в всесоюзних футбольних змаганнях, а змагався в чемпіонаті України(бронзовим і срібним призером якої став у 1953 і 1959 роках відповідно) і у кубку України(володарем якого став у 1958 року під керівництвом старшого тренера Д. М. Васильєва).
1959 рік — серія міжнародних матчів футбольної команди в Марокко. Участь «Торпедо» в 7 Всесвітньому фестивалі молоді і студентів в Австрії (срібні нагороди).
В 1960 році клуб знову відновив свої виступи в Класі Б другої української зони Чемпіонату СРСР. В 1963 році після чергової реформи футбольних ліг в СРСР потрапив до
Чемпіонату України і до Класу Б другої української зони Чемпіонату СРСР, в яких виступав до 1969 року.
В 1961—1968 роках виступав у Кубку СРСР.
В 1970 році після чергової реформи футбольних ліг СРСР не грав у всесоюзних змаганнях. Після цього виступав в Чемпіонаті України і кубку України.
2001 рік — на базі стадіону ХТЗ створено комунальне підприємство "Обласний спорткомплекс"ХТЗ", а в грудні-ДЮСШ ОСК"Торпедо–ХТЗ".
2013 рік — 80 річчя стадіону «ХТЗ».

## Досягнення

### УРСР
- Чемпіонат УРСР
  -  Срібний призер (1): 1959
  -  Бронзовий призер (1): 1953

- Кубок УРСР
  -  Володар (1): 1958

- Чемпіонат Харківської області
  -  Чемпіон(7): 1948, 1949, 1950, 1951, 1953, 1954, 1955

- Кубок Харківської області
  -  Володар (3): 1952, 1954, 1957
  -  Фіналіст(1): 1984

### Всесоюзні
- Четвертий дивізіон чемпіонату СРСР
  -  Переможець (1): 1936 (в), 1936 (о)

- Клас Б чемпіонату СРСР, 1-ша українська група
  - 8-ме місце (1): 1962

- Кубок СРСР
  - 1/16 фіналу (1): 1936

## Відомі гравці і тренери
- Васильєв Дмитро Миколайович — старший тренер володаря Кубка України 1958 року.
- Фомін Акім Феофанович
- Трубчанінов Василь Михайлович — кращий бомбардир клубу (190 ігор — 58 голів, 1960—1961; 1965—1969 рр.).
- Макаров Василь Васильович — нападник ХТЗ 1936 року.